# Egon Svensson
Pour les articles homonymes, voir Svensson.
Egon Edvin Roland Svensson est un lutteur suédois né le 17 novembre 1913 à Malmö et mort le 12 juin 1995 dans la même ville. Il est le père du lutteur Roland Svensson.

## Palmarès

### Jeux olympiques
- Médaille d'argent en lutte gréco-romaine dans la catégorie des moins de 56 kg en 1936 à Berlin

### Championnats d'Europe
- Médaille d'argent en lutte gréco-romaine dans la catégorie des moins de 61 kg en 1938 à Tallinn
- Médaille d'argent en lutte gréco-romaine dans la catégorie des moins de 56 kg en 1937 à Paris